# Suceveni
Suceveni es una comuna ubicada en el distrito de Galați, Rumania.

## Superficie
Posee una superficie de 70,40 kilómetros cuadrados.

## Demografía
Hasta 2021 la población era de 1491 habitantes, con una densidad de población de 21,18 habitantes por kilómetro cuadrado.